# Софија Арвидсон
Софија Арвидсон (швед. Lena Sofia Alexandra Arvidsson) шведска је тенисерка.
На ИТФ турнирима је почела да игра 1999. године. Освојила је 18 ИТФ турнира у појединачној и 12 у игри парова. На ВТА турнирима има једну победу у појединачној конкуренцији. Најбољи пласман на ВТА листи јој је 29 место (1. маја 2006). Тренутно (28. септембар 2011) се налази на 77. месту ВТА листе.
Члан је шведске Фед куп репрезентације од 2000. до 2005. године.

### Пласман на ВТА листи на крају сезоне
| Година  | 2000. | 2001. | 2002. | 2003. | 2004. | 2005. | 2006. | 2007. | 2008. |
| Пласман | 854.  | 487.  | 167.  | 113.  | 176.  | 67.   | 63.   | 98.   | 64.   |

## Резултати Софије Арвидсон

### Победе у финалу појединачно (1)
| Бр. | Датум    | Турнир                   | Катего- рија | Наградни фонд $ | Подлога      | Противница у финалу | Резултат      |
| --- | -------- | ------------------------ | ------------ | --------------- | ------------ | ------------------- | ------------- |
| 1   | 20/02/06 | Турнир у Мемфису, Мемфис | III          | 175000          | Тврда (зат.) | Марта Домбровска    | 6-2, 2-6, 6-3 |

### Порази у финалу појединачно (1)
|   | Датум    | Име и место турнира    | Кат. | ($)    | Терен        | Противник    | Резултат |
| - | -------- | ---------------------- | ---- | ------ | ------------ | ------------ | -------- |
| 1 | 31/10/05 | Bell Challenge, Квебек | III  | 170000 | Тврда (зат.) | Ејми Фрејзер | 6-1, 7-5 |

### Победе у пару (0)
Ниједна

### Порази у финалу у пару (0)
Ниједна

### Учешће наГренд слемтурнирима

#### Појединачно
| Година | Аустралијан Опен | Аустралијан Опен  | Ролан Гарос | Ролан Гарос      | Вимблдон | Вимблдон      | Ју-Ес Опен | Ју-Ес Опен      |
| ------ | ---------------- | ----------------- | ----------- | ---------------- | -------- | ------------- | ---------- | --------------- |
| 2004   | 1 коло           | Анстасија Мискина | -           | -                | -        | -             | -          | -               |
| 2005   | -                | -                 | 2 коло      | С Кузњецова      | 2 коло   | А. С. Занети  | -          | -               |
| 2006   | 3 коло           | Анстасија Мискина | 2 коло      | Јулија Вакуленко | 1 коло   | Ева Бирнерова | 2 коло     | Пати Шнидер     |
| 2007   | 1 коло           | Ај Сугијама       | 1 коло      | Ана Ивановић     | -        | -             | 1 коло     | Олга Говорцова  |
| 2008   | 2 коло           | Марта Домбровска  | 1 коло      | Ана Ивановић     | 1 коло   | Сибила Бамер  | 2 коло     | Јелена Јанковић |

### У пару
| Година | Аустралијан Опен    | Аустралијан Опен           | Ролан Гарос         | Ролан Гарос              | Вимблдон          | Вимблдон          | Ју-Ес Опен      | Ју-Ес Опен           |
| 2006   | 1 коло С. Бамер     | Л. Д:Домингез М. А. Санчез | 2 коло М. Милер     | Д. Хантухова Ај Сугијама | 1 коло М. Милер   | М. Бартоли Ш. Пер | 1 коло М. Милер | К. Пешке Ф. Скјавоне |
| 2007   | 2 коло В. Ухлиржова | Л. Рејмонд С. Стосур       | -                   | -                        | 1 коло Л. Остерло | С. Мирза Ш. Пер   | -               | -                    |
| 2008   | -                   | -                          | 1 коло Б. Захлавова | Ј. Веснина В Звонарјова  | -                 | -                 | -               | -                    |

## Учешће уФед купу
- Детаљи Фед куп профил